# Deadline, chaque seconde compte
Deadline, chaque seconde compte (Deadline – Jede Sekunde zählt) est une série télévisée allemande en treize épisodes de 45 minutes diffusée du 15 novembre 2007 au 10 janvier 2008 sur Sat.1.
En France, la série a été diffusée depuis le 25 avril 2009 sur TF1 et au Québec depuis le 1er juin 2011 sur Séries+ sous le titre Chaque seconde compte.

## Synopsis
Matthias Berg est à la tête d'une brigade d'intervention qui a pour but de gérer les prises d'otages.

## Distribution

### Acteurs principaux
- Heio von Stetten (VF : Philippe Dumond) : Matthias Berg
- Daniel Zillmann (de) (VF : Loïc Houdré) : Schmidt
- Oliver Boysen (de) : Birger Neuhaus
- Katharina Thalbach (VF : Annie Le Youdec) : Franziska Friedmann (12 épisodes)
- Sonsee Neu : Nina Ritter (12 épisodes)

### Acteurs récurrents
- Jacqueline Macaulay (de) : Ella Berg (5 épisodes)
- Melissa Hinz : Dodo Berg (5 épisodes)
- Daniela Schulz (VF : Lucille Boudonnat) : Karin Enke (épisode 12)

 Source et légende : version française (VF) sur RS Doublage

## Épisodes
1. Le Bus infernal (Tunnelblick)
2. Jeu d'enfant (Spielkamerad)
3. Meurtre de sang-froid (Rache)
4. Une nuit sans lendemain (Nacht ohne Morgen)
5. Double jeu (Doppelspiel)
6. Dans la gueule du loup (Das Ultimatum)
7. Un homme en éveil (Schlaflos)
8. Sueurs chaudes (Mutprobe)
9. Morts annoncées (Blutspur)
10. Urgence aux urgences (Notaufnahme)
11. Un crime… deux mobiles (Schlafende Hunde)
12. Histoire d'y croire (Wer einmal lügt)
13. À qui profite le crime ? (Die Falle)